# 우치다 마아야

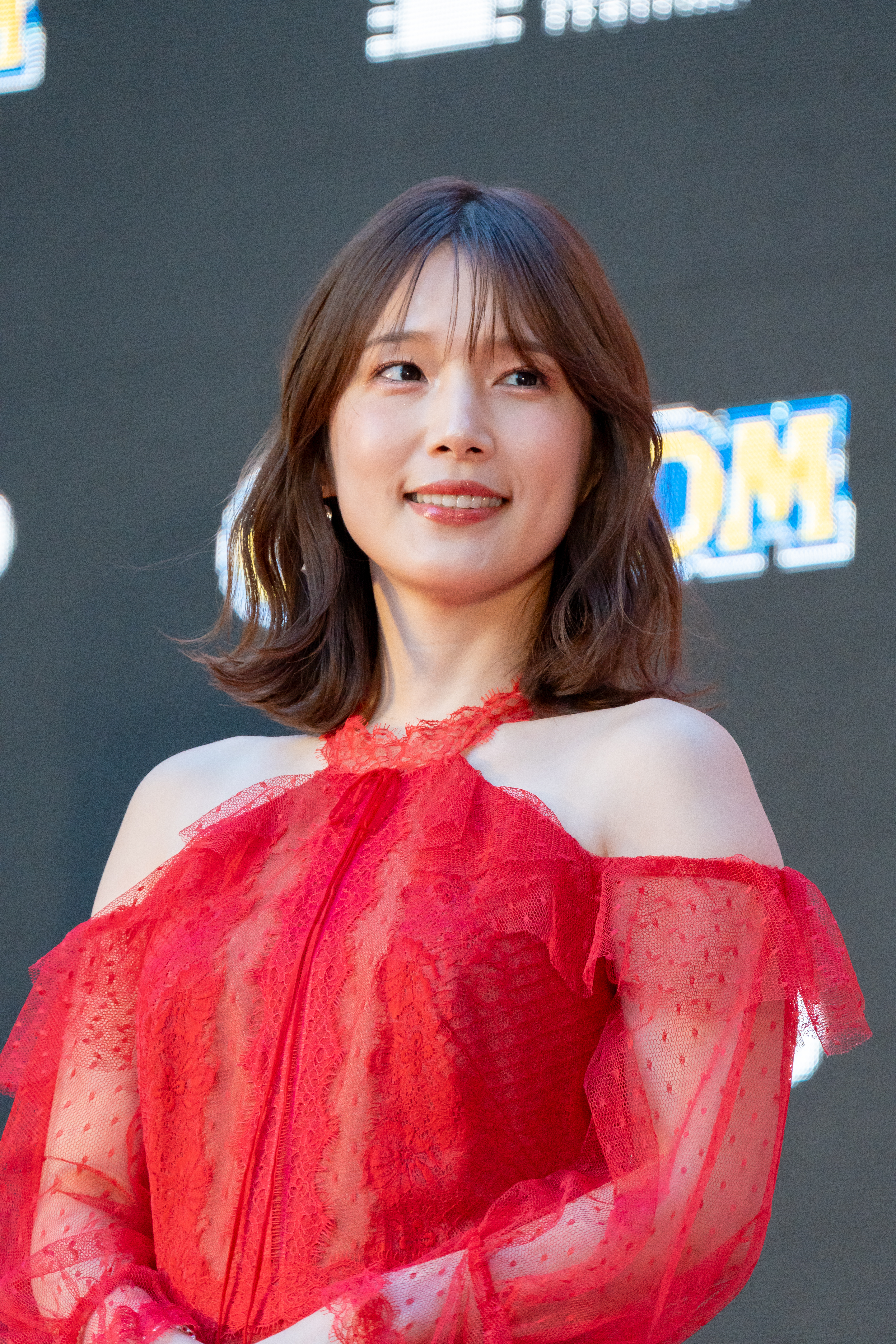

우치다 마아야(일본어: 内田 真礼 うちだ まあや[*], 1989년 12월 27일 ~ )는 일본의 성우, 여배우, 가수. 도쿄도 출신. 아임 엔터프라이즈 소속. 혈액형은 A형.

## 내력
가족 모두가 게임을 좋아하는 환경에서 자라, 고교 졸업 후에 일본 나레이션 연기 연구소 입소. 2009년, 연수과 재적중에 이 해의 다음 해의 2010년 1월에 발매된 OVA 작품 '나, 오타리만'으로 성우 데뷔. 같은 해 니치나레 졸업. 2010년 4월 1일부로 아임 엔터프라이즈 소속. '오오카미 씨와 7명의 동료들'로 본격적으로 성우 활동을 개시 (제8회 성우 어워드에서는 이 작품이 데뷔작이라고 아나운스되고 있다).
2012년 4월부터 방송된 TV애니메이션 '씨그아'의 산화례미 역으로 첫 주연. 특수 촬영 TV 드라마 '비공인 전대 가을 레인저'의 하가세 히로시세역으로 여배우 데뷔. 같은 해 10월부터 방송된 TV애니메이션 '중2병이라도 사랑을 하고 싶어!'에 출연해, 2013년 9월에 극장 공개된 '타카나시 릿카·개~극장판 중2병이라도 사랑을 하고 싶어!~'의 타카나시 릿카 역으로 극장 애니메이션의 첫 주연을 완수했다。
2014년 2월, 같은 해 봄에 방송된 '악마의 리들'오프닝 테마 '창상 이노센스'에서 가수로서 음악 활동을 실시하는 것을 발표. 음악 프로듀스를 쿠로사키 신음이나 ClariS를 다룬 토미타 아키히로시가 담당하는 것이 발표되었다. 라벨은 포니캐년. 이것과 연동하는 형태로 공식 Twitter도 개설되었다.
2014년, 제8회 성우 어워드 신인 여배우상을 수상.
2014년 9월 11일 발매 '주간 영 점프' 41호에서, 표지와 권두 그라비아를 맡았다. 그 후, 같은 잡지에서 2014년 12월 11일 발매, 2호에서 권두 그라비아를 근무했다. 2014년 12월 24일에 우치다 마아야 퍼스트 사진집 'まあや(마아야)'를 발매해 또한 2014년 12월 27일, 우치다 마아야 생일 이벤트 'Maaya Happy Birthday Party!! '를 야마노홀에서 개최해 라이브의 모양의 일부를 프린트 사진으로 구입도 할 수 있게 되어 있다..

## 인물
친동생으로 같은 아임 엔터프라이즈 소속 성우 우치다 유마가 있다.
어릴 적부터 가을계의 것을 좋아하고, 고교시절은 '스즈미야 하루히'나 '작안의 샤나' 코스프레를 했다. 성우가 된 계기는, 자신이 어릴 적부터 동경하고 있던 비디오 게임의 캐릭터를 연기하고 싶었고, 연기로 누군가에게 희망을 보내 보고 싶다는 생각이 있었기 때문이었지만, 고교 3학년의 가을까지는 성우로 갈까 대학에 진학할까 고민하고 있었다. 만약 성우가 되지 않았으면 스퀘어 에닉스에 취직했다고 말했다. 일본 무용에도 흥미가 있기 때문에 무기씨로도 되고 싶었다고도 대답했다.
이름이 '진례'가 된 이유는 '국제적이고 부르기 쉬우니까'이다. 우치다는 2012년 11월에 행해진 '와세다제 2012'의 기획의 하나 '우치다 마아야의 첫 학 주!'에 게스트 출연할 때에, 모친으로부터 보내져 온 메일로 이 사실을 알 때까지는 '아버지와 어머니의 이름이 합체했다'라고 믿고 있었다.
'비비드레드 오퍼레이션'의 관련 프로그램이나, 라이브 스테이지에서는 '모레이쨩'이라는 애칭으로 불리고 있다.
친교가 있는 성우로서 오오츠보 유카 외에, 양성소 시대에 클래스가 같았던 토야마 나오, 꿈이기도 한 처음으로 게임으로의 출연작인 '걸☆암'으로 공동 출연한 야마모토 노조미, 인터넷 라디오 '우치다 마아야·덕정푸른 하늘의 브시모 통신'으로 모두 퍼스낼러티를 맡은 덕정푸른 하늘, '중2병이라도 사랑을 하고 싶어!'로 다른 히로인을 연기한 3명 (아카사키 치나츠·아사쿠라 아즈미·우에사카 스미레)과는 1년 이상에 달하는 공동 출연이었기 때문에 가족과 같은 관계가 되어 갔다고 한다. 동경하는 선배는 이노우에 키쿠코라고 대답했다.
토코로 죠지의 라이프 스타일을 동경하고 있어 사랑스러운 옷도 좋아하지만 흰 T셔츠나 초록 가디건, 두꺼운 G-SHOCK를 몸에 익히는 등의 일면이 있지만, 데이트에 입고 싶은 옷은 흰색 원피스라고 말했다. 2012년은 드크로들이의 셔츠를 맵시있게 입고 있었지만, 다음 해가 되면 로리타 패션도 사복으로서 입었다. 애니메이션 작품에서는 '환상마전 최유기'를 좋아한다. 제일 좋아하는 게임의 캐릭터는 '파이널 판타지 VII'의 티파 록하트이며, 티파의 영향으로 한 시기 가라테를 하고 있던 경험이 있다. 아메코미 히어로를 좋아한다. 좋아하는 것은 낫토로, 매일 빠뜨리지 않고 먹는다고 한다. 게임 뮤직의 사운드 트랙도 잘 들어, 노래하는 일도 좋아한다.
야구를 좋아한다. 또, 오컬트에 흥미가 있다.

## 출연 작품
※ 굵은 글씨는 메인 캐릭터

### 텔레비전 애니메이션
2011년
- 유루유리 (휴나미 마리)

2012년
- 중2병이라도 사랑이 하고 싶어! (타카나시 릿카)
- 이 중에 1명, 여동생이 있다! (유우)
- 사랑한다고 말해 (여자)
- 유루유리♪♪ (휴나미 마리)
- 산카레아 (산카레아)

2013년
- GJ부 (아마츠카 마오)
- 하이스쿨 D×D NEW (시토우이리나)
- 아이마이미 (미이)

2014년
- 중2병이라도 사랑이 하고 싶어! 렌 (타카나시 릿카)
- 주문은 토끼입니까? (키리마 샤로)
- GJ부@ (아마츠카 마오)
- 아이마이미 ~망상 카타스트로프~ (미이)

2015년
- 아이돌마스터 신데렐라 걸즈 (칸자키 란코[27])
- 에토타마 (도라땅)
- 주문은 토끼입니까?? (키리마 샤로)
- Charlotte (쿠로바네 미사)
- 던전에서 만남을 추구하면 안 되는 걸까 (릴리루카 아데)

2016년
- 무채한의 팬텀 월드(미나세 코이토)
- 갑철성의 카바네리 (요모가와 아야메)

2017년
- 아이마이미 ~Surgical Friends~ (미이)

### 영화
2014년
- 타카나시 릿카 개 ~중2병이라도 사랑이하고 싶어!~ (타카나시 릿카)

2020년
- 고블린 슬레이어: 고블린즈 크라운 (접수원)
- 벰 : 비컴 휴먼 (소니아)

2023년
- 극장판 여성향 게임의 파멸 플래그밖에 없는 악역 영애로 환생해버렸다... (카타리나 클라에스)
- 청춘 돼지는 책가방 소녀의 꿈을 꾸지 않는다 (토요하마 노도카)

2024년
- 극장판 짱구는 못말려: 우리들의 공룡일기 (어린 빌리)

### OVA
2012년
- Holy Knight (키시모토 리리스)

### 게임
2013년
- 아이돌마스터 신데렐라 걸즈 (칸자키 란코)

2014년
- 괴리성 밀리언 아서 ('가희 아서'역)

2015년
- 하얀고양이 프로젝트 ('샬롯 페리에'역)

2020년
- 원신 (피슬)

## 서적
- 우치다 마아야퍼스트 사진집 'まあや(마아야)'(2014년 12월 24일, ISBN 978-4-86529-114-8)

### 내용주
1. ↑  일부의 잡지나 WEB 기사 등에서 2011년 소속이라는 기술이 있는 경우도 있지만, 사무소의 공식 사이트에 의한 발표의 2010년이 올바르다고 생각된다.

### 참조주
1. 1 2 3 4  “공식 프로필”. 아임 엔터프라이즈. 2012년 11월 15일에 원본 문서에서 보존된 문서. 2013년 1월 7일에 확인함.
2. 1 2 3  “일 나레스크르가이드”. 《e-Animedia》. 2013년 1월 7일에 확인함.
3. ↑  별책 소년 매거진 2014년 10월호
4. 1 2  “'나, 오타리만.'애니메이션화 결정”. 《리얼 라이브》. 2009년 10월 27일. 2013년 1월 7일에 확인함.
5. 1 2  성우 우치다 마아야 씨와 격게이머의 만약의 경연. '야타가라스 Attack on Cataclysm'보이스 수록 현장 리포트 - 4 Gamer.net, 2014년 2월 10일, 2014년 2월 12일 열람.
6. ↑  “Information 소속·탈퇴 보고”. 아임 엔터프라이즈. 2015년 1월 10일에 원본 문서에서 보존된 문서. 2014년 1월 4일에 확인함.
7. ↑  “좀비 러브 쌀 '씨그아'Blu-ray BOX 9월 17일 발매 OAD는 첫BD화”. 2014년 9월 29일에 확인함.
8. ↑  “비공인 전대 가을 레인저/하가세 히로시세역성우·여배우 우치다 마아야스페셜 인터뷰”. 2014년 9월 29일에 확인함.
9. ↑  “'타카나시 릿카·개~극장판 중2병이라도 사랑을 하고 싶어!~'가 공개! 우치다 마아야 씨들의 무대 인사나 TV애니메이션 제 2기의 방송 정보도!”. 2014년 9월 29일에 확인함.
10. ↑  “제8회성우 어워드 수상자 일람”. 성우 어워드. 2014년 3월 4일에 원본 문서에서 보존된 문서. 2014년 2월 28일에 확인함.
11. ↑  “우치다 마아야: 성우 첫 얀 쟌 표지 권두 그라비아도”. 2014년 9월 12일에 원본 문서에서 보존된 문서. 2014년 9월 29일에 확인함.
12. ↑  “우치다 마아야 공식 사이트 소식”. 2014년 12월 28일에 확인함.
13. ↑  우치다 유우마의 공식 프로필 보관됨 2015-01-10 - 웨이백 머신 - 아임 엔터프라이즈, 2014년 4월 15일 열람.
14. 1 2  월간 하비 재팬 2014년 12월호 186항
15. 1 2  “애니메이션이나 게임에서 활약 우치다 마아야 씨에게 인터뷰”. 《성우 애니메이션 디아스 쿨 특집 2012 SPRING》. 성우 아니메디아. 2012년 10월 8일에 원본 문서에서 보존된 문서. 2012년 8월 19일에 확인함.
16. 1 2 3  “학원제 첫출연의 우치다 마아야가 게임 대결이나 모에네대사를 피로!'우치다 마아야의 첫 학 주!'리포트-성우 뉴스”. MFS. 2012년 11월 23일. 2013년 4월 16일에 확인함. 다음 글자 무시됨: ‘ 개 있어 포타-성우 뉴스 이벤트 사이트’ (도움말)
17. 1 2 3  “'중2병이라도 사랑을 하고 싶어!' 타카나시 릿카 역으로 인기 성우 우치다 마아야 씨에게 50의 질문!~성우의 고리~”. 2014년 2월 8일에 원본 문서에서 보존된 문서. 2013년 10월 20일에 확인함.
18. ↑  “vividred_o: 그래서, 요전날의 니코생으로 정해진 닉네임을 조 ...”. Twitter. 2012년 12월 20일. 2014년 8월 25일에 확인함.
19. ↑  《전격 PlayStation》 (아스키·미디어 워크스) (Vol.556). 2013년 12월 12일. 다음 글자 무시됨: ‘ 일본 서적’ (도움말); |제목=이(가) 없거나 비었음 (도움말)
20. ↑  “릴레이 형식에서 인기 성우에 50의 질문. 제7회는 덕정푸른 하늘씨!【성우의 고리】”. 《다비치 전자 네비》. 2013년 9월 26일. 2014년 2월 11일에 확인함.
21. 1 2 3  “성우 우치다 마아야 씨 특별 인터뷰”. 2013년 10월 10일에 확인함. 다음 글자 무시됨: ‘ 맨즈 패션+ ’ (도움말)
22. 1 2 3  “일본 나레이션 연기 연구소 출신 우치다 마아야 씨”. 《전편》. 2012년 11월 16일에 원본 문서에서 보존된 문서. 2012년 11월 21일에 확인함.
23. ↑  우치다 마아야: 인기 성우가 가수 데뷔“사춘기의 남자”같은 취미를 고백 보관됨 2015-01-10 - 웨이백 머신마이니치 신문 디지털마타응WEB
24. ↑  우치다 마아야 (2013년 5월 5일). html “비교적.” |url= 값 확인 필요 (도움말). 아메바 블로그. 2013년 5월 7일에 확인함. 다음 글자 무시됨: ‘Always Maaya!’ (도움말)[깨진 링크(과거 내용 찾기)]
25. ↑  우치다 마아야 (2012년 8월 9일). html “기뻐서, 편 진하고!” |url= 값 확인 필요 (도움말). 아메바 블로그. 2013년 3월 26일에 확인함. 다음 글자 무시됨: ‘Always Maaya!’ (도움말)[깨진 링크(과거 내용 찾기)]
26. ↑  지바 켄이치 (2013년 3월 26일). html “【복숭아색 대전파 있어라+】우치다 마아야에 인터뷰!오칼트를 좋아하고 야키모치나 오는거야 '팔신운작'이 등장!” |url= 값 확인 필요 (도움말). 2013년 3월 26일에 확인함.[깨진 링크(과거 내용 찾기)]
27. ↑  “STAFF&CAST”. 《TV애니메이션 '아이돌마스터 신데렐라 걸즈'오피셜 사이트》. 아니프렉스. 2014년 12월 6일에 원본 문서에서 보존된 문서. 2014년 11월 30일에 확인함.